# The Andromeda Strain (miniserie)
Den här artikeln handlar om miniserien. För boken, se Döden från rymden. För filmen från 1971, se Hotet (1971).
The Andromeda Strain är en miniserie för television från 2008. Serien är löst baserad på Michael Crichtons roman med samma namn från 1969 och handlar om en grupp vetenskapsmän och deras forskning om en smittsam och dödlig sjukdom från rymden. Serien visades som två tvåtimmesavsnitt.
Nominerad för två Emmy Awards: "Outstanding Makeup for a Miniseries or a Movie" och "Outstanding Single-Camera Picture Editing for a Miniseries or a Movie"